# Konkola Stadium
Das Konkola Stadium ist ein Stadion in der nordsambischen Stadt Chililabombwe. Es bietet Platz für etwa 17.000 Zuschauer und wird hauptsächlich für Fußballspiele verwendet. Es ist das Heimstadion des Erstligisten Konkola Blades.
Das Stadion ist neben dem Independence Stadium in der Hauptstadt Lusaka das einzige, das die Ansprüche der FIFA an internationale Stadien erfüllt. Am 2. Juni 2007 kam es im Anschluss an ein Afrika-Cup-Qualifikationsspiel zu einer Massenpanik, bei der zwölf Personen starben. Im Mai 2008 wurde das Stadion nach Umbauten von der FIFA wieder für weitere Länderspiele freigegeben. Da das Independence Stadium sich seit längerer Zeit im Umbau befindet, wäre die sambische Nationalelf ansonsten gezwungen gewesen, ihre Heimspiele in der WM-Qualifikation 2010 im Ausland auszutragen.